# (74226) 1998 SZ12
(74226) 1998 SZ12 – planetoida z pasa głównego asteroid okrążająca Słońce w ciągu 4,41 lat w średniej odległości 2,69 j.a. Odkryta 21 września 1998 roku.